# Tren de agitație

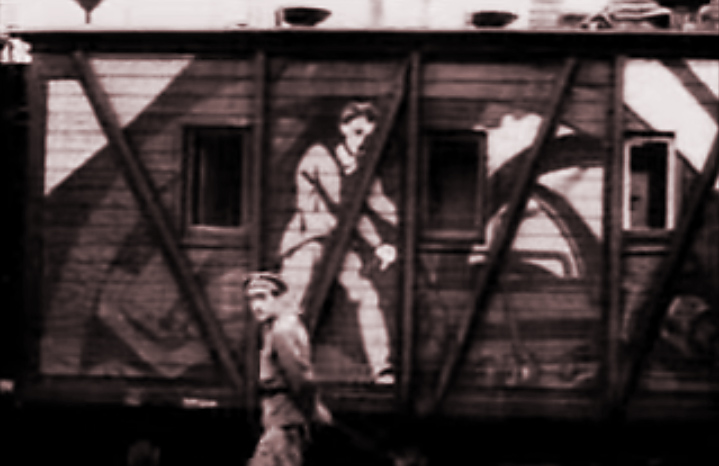
Un vagon pictat al unui „tren de agitație” sovietic dintr-un jurnal de știri din 1921

Un tren de agitație/propagandă (în rusă агитпоезд, transliterat: aghitpoezd) a fost o locomotivă cu vagoane auxiliare speciale, echipată în scopuri de propagandă de către guvernul bolșevic al Rusiei Sovietice în timpul Războiului Civil Rus, al comunismului de război și al Noii Politici Economice. Vopsite în culori vii și având la bord o tipografie, un birou de reclamații guvernamentale, o bibliotecă cu cărți, broșuri și pliante politice tipărite și un cinematograf mobil, trenurile de agitație au călătorit pe șinele din Rusia Europeană, Siberia și Ucraina în încercarea de prezentare a valorile și programul noului guvern revoluționar unei populații rurale dispersate și izolate.
Trenurile de agitație și-au început activitatea în august 1918 împreună cu omologii lor apropiați, tramvaiul de agitație (în rusă агиттрамвай, transliterat: aghittramvai), punctul de agitație din stațiile de cale ferată sau instituțiile publice (în rusă агитпункт, transliterat: aghitpunkt) și vaporul de agitație (în rusă агитпарaход, transliterat: aghitparahod), și au continuat să fie utilizate în măsură mai limitată pe tot parcursul deceniului al treilea. Conceptul trenului de agitație a fost reînviat în anii celui de-al Doilea Război Mondial ca un mecanism de răspândire directă a informațiilor într-o perioadă în care mijloacele obișnuite de comunicare și structurile de control guvernamental dintre centru și periferie se clătinaseră.

## Istoric

### Contextul general
În timpul Războiului Civil Rus din 1918-1922, operațiunile militare de-a lungul vastei frontiere a Rusiei au avut tendința de a urma rețeaua rară de linii de cale ferată care se întindea în toată țara. Linia frontului între Armata Roșie a guvernului bolșevic revoluționar și cele ale așa-numitei Mișcări Albe a forțelor contrarevoluționare se deplasa înainte și înapoi, orașele și districtele trecând de la controlul unui grup la celălalt. Pătrunderea noilor instituții și funcționari guvernamentali bolșevici în afara marilor zone metropolitane a fost extrem de redusă.
Încă de la începutul războiului civil, trenurile fuseseră folosite pentru trimiterea pe front a propagandiștilor și a materialelor de propagandă tipărite, pentru consolidare sprijinului pentru regimul revoluționar în rândul voluntarilor și recruților din Armata Roșie. Șeful Armatei Roșii, Lev Troțki, a mers atât de departe, încât și-a amenajat cartierul general permanent la bordul unui vagon de tren, pentru ca să-și permită lui și statului major să se deplaseze cu ușurință de la un focar militar la altul.

### Înființarea
În vara anului 1918, Secția Militară a Comitetului Executiv al Congresul Sovietelor din toată Rusia a hotărât să extindă rolul trenurilor dincolo de cel de distribuire ocazională a pliantelor, înființând trenul de agitație  (aghitpoezd) V.I. Lenin pentru scopul dedicat al agitației și propagandei (agitprop) . Trenul a fost folosit pentru prima dată pe frontul de pe Volga la 13 august 1918.
Regimul a folosit, de asemenea, „trenul de agitație” (aghittramvai) ca dispozitiv de adunare a mulțimii pentru spectacole dramatice în aer liber în mediul urban începând din 1918< .

### Evoluția
Rezultatul inițial al activității trenului V.I. Lenin a fost considerat de guvernul bolșevic ca fiind atât de reușit încât s-a ordonat imediat crearea a încă cinci trenuri de agitație. Această nouă rețea de trenuri de agitație a fost pusă sub conducerea unei comisii speciale înființate în acest scop în ianuarie 1919.
Pe lângă utilizarea lor evidentă ca instrument de răspândire a informațiilor și ideilor favorabile regimului revoluționar, trenurile de agitație au servit drept mecanism pentru ca anumiți lideri sovietici să obțină informații la sursă despre situația din țară din afara centrelor urbane.. Printre cei care au participat la activitățile trenului de agitație Revoluția din Octombrie s-au numărat, în diferite momente, Comisarul Poporului pentru Justiție D. K. Kurski, Comisarul Poporului pentru Sănătate N. A. Semașko, Comisarul Poporului pentru Interne G. I. Petrovski, și Comisarul Poporului pentru educație Anatoli Lunacearski.
Trenurile de agitație au atras, de asemenea, participarea directă a liderilor politici bolșevici. Cel mai cunoscut dintre trenurile de agitație, Revoluția din Octombrie, l-a numărat printre membrii săi pe Mihail Kalinin, care a participat în calitate de comisar politic. Kalinin a petrecut cea mai mare parte a anilor războiului civil călătorind pe calea ferată – trenul a făcut o duzină de călătorii numai în 1919, fiecare dintre ele având o durată medie de aproximativ trei săptămâni. Pe tot parcursul anului, trenul a urmărit frontul militar în mișcare, într-un efort de ridicare a moralul soldaților Armatei Roșii implicați în ostilități și de creștere a sprijinului pentru revoluție în orașele și satele situate chiar în spatele liniilor de luptă.
Kalinin își sublinia propriul trecut țărănesc atunci când vorbea în fața publicului din mediul rural, convocând adunări sătești și întrebând despre sumele plățile pentru rechiziții și despre redistribuirea pământurilor – chestiuni sensibile care îi preocupau foarte mult pe țăranii săraci. Aspectele mai controversate ale politicii sovietice, cum ar fi restricțiile asupra comerțul cu cereale, au fost plasate în contextul scopului lor final, acela de aducere de beneficii tuturor, și au fost făcute apeluri înflăcărate către țărănime pentru donarea voluntară de alimente pentru populația înfometată de la orașe .
Statisticile oficiale sovietice – probabil exagerate într-o oarecare măsură – indicau că, în cursul anilor 1919 și 1920, trenurile de agitație, vapoarele de agitație și activiștii pe bicicletă au vizitat 4.000 de birouri și fabrici, au organizat 1.891 de întâlniri, au ținut peste 1.000 de conferințe și au distribuit aproximativ 1,5 milioane de broșuri și ziare. Aceleași statistici au pretins că la prezentările cinematografice ale trenurilor și vapoarelor de agitație din acești ani au participat peste 2 milioane de oameni.

### Structura și scopul
Trenurile de agitație erau formate de obicei din 16 până la 18 vagoane. Vagoanele erau viu colorate, pictate cu sloganuri sau imagini de propagandă și decorate cu steaguri. Artiști bolșevici de frunte precum Vladimir Maiakovski (1893-1930), El Lissitzky (1890-1941) și Kazimir Malevici (1878-1935) au fost însărcinați să picteze exteriorul vagoanelor, iar lucrările lor au fost îndrăznețe și memorabile, deși uneori criticate ca fiind prea abstracte pentru un public rural slab educat și în mare parte incult.
Fiecare vagon conținea o selecție de broșuri politice, afișe și ziare pentru distribuire, precum și o mică bibliotecă. Trenurile includeau, de asemenea, o cameră obscură mobilă pentru developarea fotografiilor. Un element cheie al trenurilor a fost un vagon special-cinematograf, în care au fost proiectate filme mute cu subiect politic. Acest lucru a reprezentat pentru mulți țărani prima lor experiență cu filmul și s-a dovedit foarte util pentru a ajunge la un public în mare parte analfabet și uneori nevorbitor de rusă cu mesaje simple despre noul guvern revoluționar. În primul an de funcționare, trenul de agitație Revoluția din Octombrie a efectuat 430 de proiecții gratuite de filme, ajungând la un public estimat la sute de mii de persoane

### Vaporul de propagandăSteaua roșie
Plecând de la succesul programului de trenuri de agitație, în 1919, același principiu a fost aplicat unui vapor, nava cu abur Krasnaia zvesda (Steaua Roșie).. Această navă a petrecut câteva luni în 1919 și vara anului 1920 navigând în aval și în amonte fluviului Volga, acostând frecvent și permițând îmbarcarea vizitatorilor. Steaua roșie a prezentat peste 400 de spectacole de filme în timpul celor doi ani de activitate, ajungând la peste jumătate de milion de spectatori.
Ca și în cazul trenurilor de agitație, vasul „Steaua Roșie” a avut la bord printre cei mai activi participanți ai săi lideri de la cele mai înalte niveluri ale Partidul Comunist Rus, inclusiv Veaceslav Molotov în calitate de comisar politic și soția lui Lenin]], Nadejda Krupskaia, un oficial de rang înalt în Comisariatul Poporului pentru Educație. Krupskaya și-a amintit că Lenin „era dornic să plece el însuși, dar nu și-a putut părăsi munca nici măcar pentru o clipă”. 

### Încetarea activității și moștenirea
În anii celui de-al Doilea Război Mondial, guvernul sovietic a reînviat utilizarea trenurilor de agitație pentru consolidarea sprijinul pentru autoritățile centrale în rândul soldaților în timpul ofensivei fasciste.

## Lista trenurilor de agitație
- Krasnîi kazak (Cazacul roșu)[4]
- Krasnîi vostok (Răsăritul roșu)[4]
- Sovetskii kavkaz (Caucazul sovietic)[4]
- Oktiabrskaia revoliuțiia (Revoluția din Octombrie)[4]
- V.I. Lenin[4]